# Браян Вера
Браян Вера (ісп. Brayan Vera, нар. 15 січня 1999, Сан-Луїс) — колумбійський футболіст, захисник італійського клубу «Лечче», виступає на правах оренди за «Америка де Калі».

## Клубна кар'єра
Народився 15 січня 1999 року в місті Сан-Луїс. Вихованець футбольної школи клубу «Ітагуї Леонес». 4 листопада 2018 року в матчі проти «Патріотаса» дебютував у чемпіонаті Колумбії.
13 червня 2019 року було оголошено про перехід молодого колумбійця до лав італійського «Лечче», який сплатив за гравця 800 тисяч євро.
У жовтні 2020 року перейшов на правах оренди до «Козенци».
Влітку 2021 року повернувся до «Лечче», проте знову не зумів пробитися до основного складу команди і в березні наступного року був відданий в оренду, цього разу на батьківщину, до клубу «Америка де Калі».

## Виступи за збірні
2019 року залучався до складу молодіжної збірної Колумбії до 20 років. У її складі брав участь у молодіжному чемпіонаті Південної Америки і допоміг своїй збірній посісти четверте місце. Цей результат дозволив команді кваліфікуватись на молодіжний чемпіонат світу 2019 року, куди поїхав і Вера.
На світовій першості також був стабільним гравцем основного складу збірної, яка успішно подолала груповий етап та стадію 1/8 фіналу, припинивши боротьбу лише у чвертьфіналах, де поступилася команді України, майбутньому переможцю змагання.